# Cariacica
Cariacica este un oraș în unitatea federativă Espírito Santo (ES) din Brazilia. La recensământul din 2007, Cariacica a avut o populație de 356,536 de locuitori.